# SN 2005lv
SN 2005lv – supernowa odkryta 6 grudnia 2005 roku w galaktyce UGC 2964. W momencie odkrycia miała maksymalną jasność 18,70m.